# Mauzé-Thouarsais
Mauzé-Thouarsais è un comune francese di 2 111 abitanti situato nel dipartimento delle Deux-Sèvres nella regione della Nuova Aquitania.

## Società

### Evoluzione demografica
Abitanti censiti